# Louis Philipp Friedmann

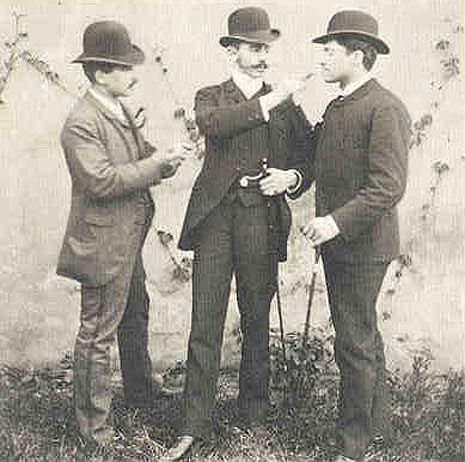
Bergfreunde: Arthur Schnitzler, Richard Tausenau und Louis Friedmann um 1885.

Louis Philipp Friedmann (* 29. Juni 1861 in Paris; † 1. April 1939 in Wien; oft kurz Louis Friedmann genannt) war ein österreichischer Industrieller und Alpinist.

## Leben

### Jugend, Freunde und Familie
Louis Friedmann und sein Bruder Max stammten aus einer wohlhabenden jüdischen Familie. Arthur Schnitzler schrieb sie in seinen Tagebüchern der vergnügungssüchtigen, aber auch bergbegeisterten Jugend des großbürgerlichen Wien zu: 17. Jänner 1886. Souper, Sacher, Louis [Friedmann], Max [Friedmann], Suchanek, Geyer, Diener, Richard Tausenau, Valeska… (Tagebucheintrag).

„Louis war sportlich ungewöhnlich begabt – ein Fechter von Rang, vor allem ein Alpinist mit einem Ruf weit über die Grenzen seines Vaterlandes!“

Die Beziehung zu seinen alpinen Freunden fand später in vielen Werken Schnitzlers ihren Niederschlag. So ist in der Tragikomödie Das weite Land der Held des Stückes, der Fabrikant Friedrich Hofreiter, eine an Friedmann angelehnte Figur.
1886 heiratete Louis Friedmann die aus der österreichischen Unternehmerdynastie Rosthorn stammende Rose von Rosthorn (1864–1919), die sich ebenfalls mit bergsteigerischen Leistungen einen Namen machte. Aus der Verbindung stammt eine Tochter namens Marie Alexandrine (1887–1979). Gustav Klimt verewigte Rose von Rosthorn-Friedmann in einem seiner bekanntesten Bilder. Hugo von Hofmannsthal schrieb nach ihrem vorzeitigen Tod einen langen Nachruf an den Witwer. Das in der Wiener Gesellschaft des Fin de siècle angesehene Paar taucht in Nachlass und Werken von Dramatikern, Schriftstellern und Künstlern auf.

### Alpinist

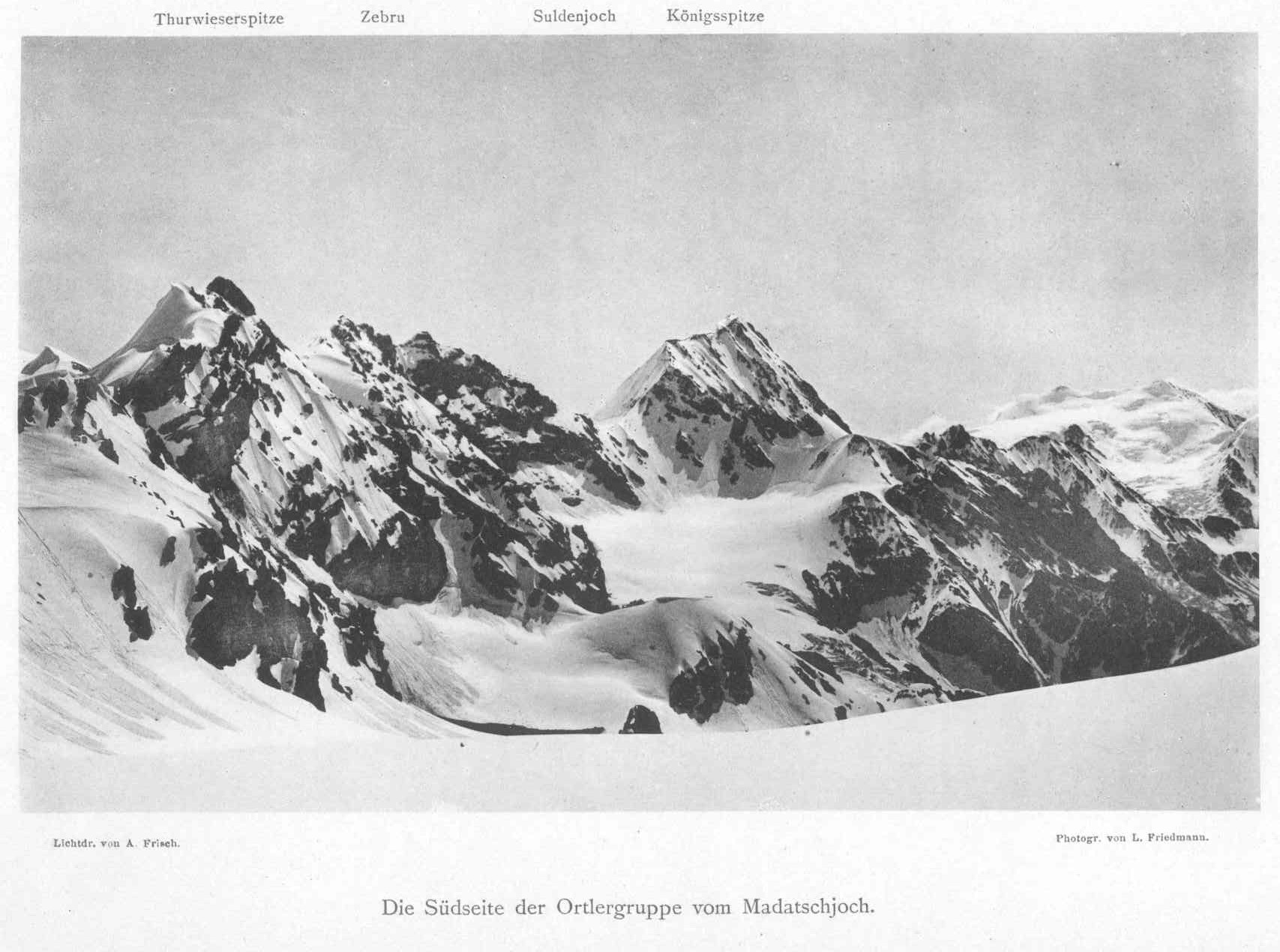
Thurwieserspitze, Zebru, Königsspitze und Cevedale
Foto von Louis Friedmann ca. 1880

Louis Friedmanns beachtliche Bergtouren führten ihn meist in die Hohen Tauern, die Dolomiten und die Berggruppe des Ortler, der mit seinen 3905 m der dominante Berg des damaligen Kaiserreichs Österreich-Ungarn war.
Von seinen zahlreichen besonderen Begehungen ist hier nur eine kleine mit Quellen belegte Auswahl angeführt:
- 1882 Hinterer Grat (Ortler): Eine Winterersteigung des Hinteren Grates führte Louis Friedmann am 7. Januar 1882 mit seinen Führern A. Pinggera und P. Dangl aus.[4]

- 1893 Piz Mondin (Ortlergruppe): Am 18. August 1893 erstiegen Louis Friedmann aus Wien und Theodor Christomannos aus Meran mit Führer A. Kuntner aus Sulden den Piz Mondin von der Mondinalpe aus.[5]

- 1889 Martlgrat (Ortler): Die von den Suldener Führern für fast unmöglich gehaltene Begehung des Marltgrates führte 1889 eine fünfköpfige führerlose Gruppe, darunter Ludwig Hans Schmitt, Louis Friedmann und Albrecht von Kraft durch.[6]

In anderen Artikeln erwähnte Erstbegehungen siehe Großer Ödstein, Monte Vioz, Vertainspitze und Pizzo Tresero.
Friedmann gehörte zum Kreis der durch ihre Leistungen vor dem Ersten Weltkrieg hochgeachteten Bergsteiger mit jüdischem Abstammungshintergrund wie Moritz von Kuffner, Gottfried Merzbacher und Paul Preuß. Umso mehr war er von der 1905 ausgerechnet von der Sektion Wien ausgehenden und in den 1920er Jahren gipfelnden antisemitischen Bewegung im Deutschen und Österreichischen Alpenverein (DuÖAV) betroffen.

### Unternehmer

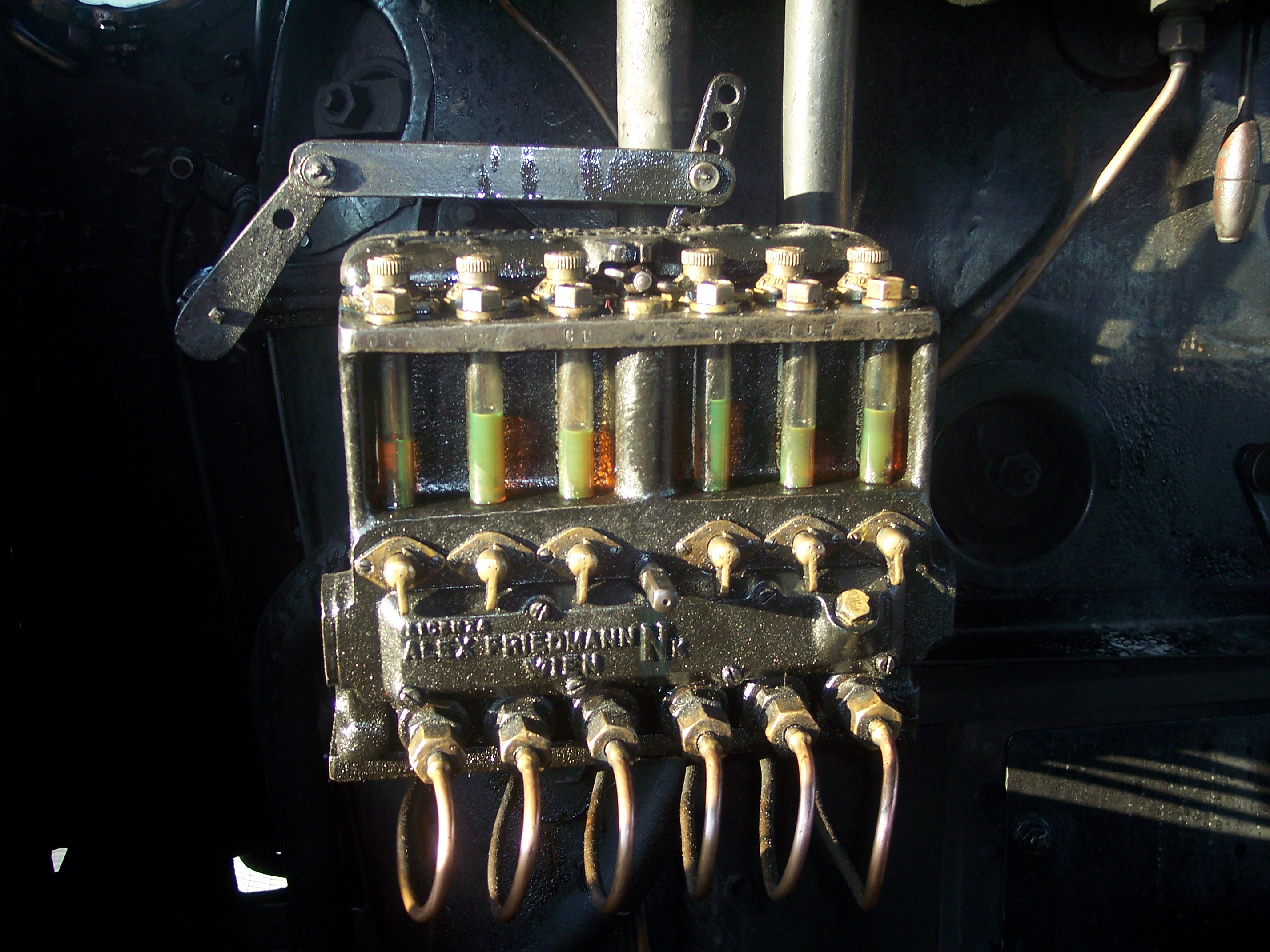
Zentralschmierpumpe Bauart Friedmann, Hersteller Alex Friedmann, Wien

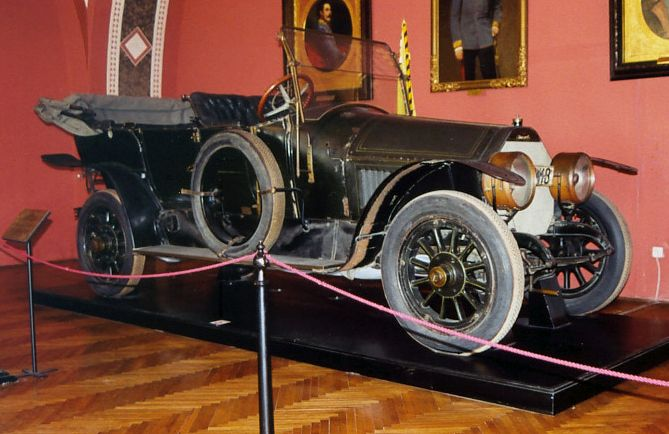
Gräf & Stift, in dem Thronfolger Franz Ferdinand und Frau 1914 ermordet wurden

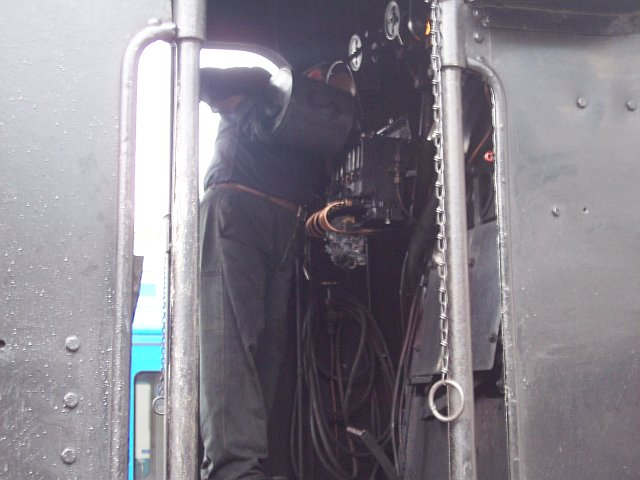
Zentralschmierpumpe beim Befüllen mit Öl auf dem Führerstand einer Dampflokomotive

Am 22. Februar 1882 starb Alexander Friedmann, der Vater des gerade 21-Jährigen Louis Philipp und hinterließ ihm seine florierende Firma Alex. Friedmann, die Zulieferteile für Dampflokomotiven herstellte und in ihrem Segment die Marktführerschaft errungen hatte. Louis Friedmann war später außerdem Präsident des Automobilherstellers Gräf & Stift. Sein Bruder Max Friedmann war ebenfalls Großunternehmer und produzierte in seiner Firma Friedmann-Knoller ein vom Konstrukteur Richard Knoller entwickeltes Automobil mit Dampfantrieb.

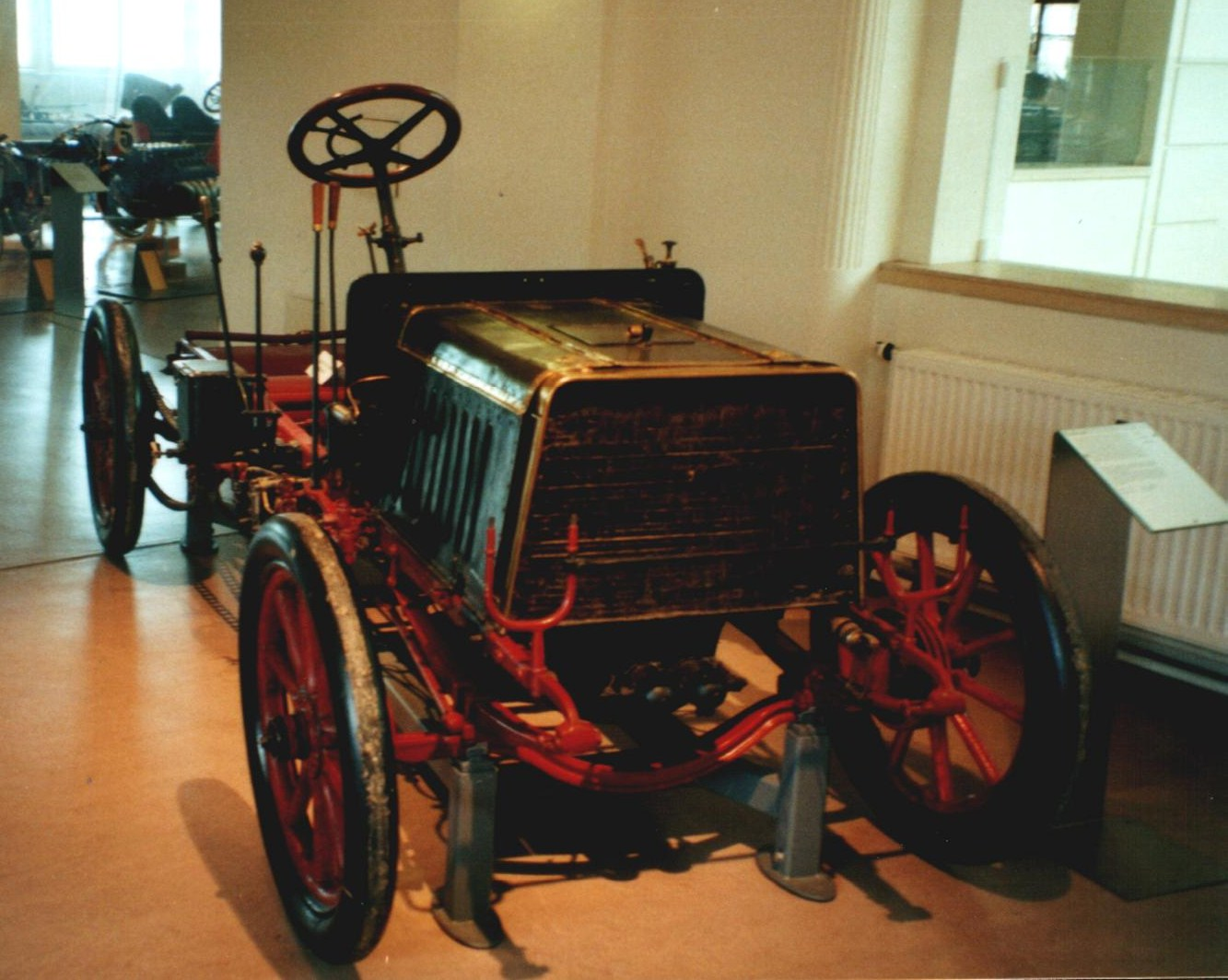
Friedmann-Knoller (1904) Fa. Max Friedmann
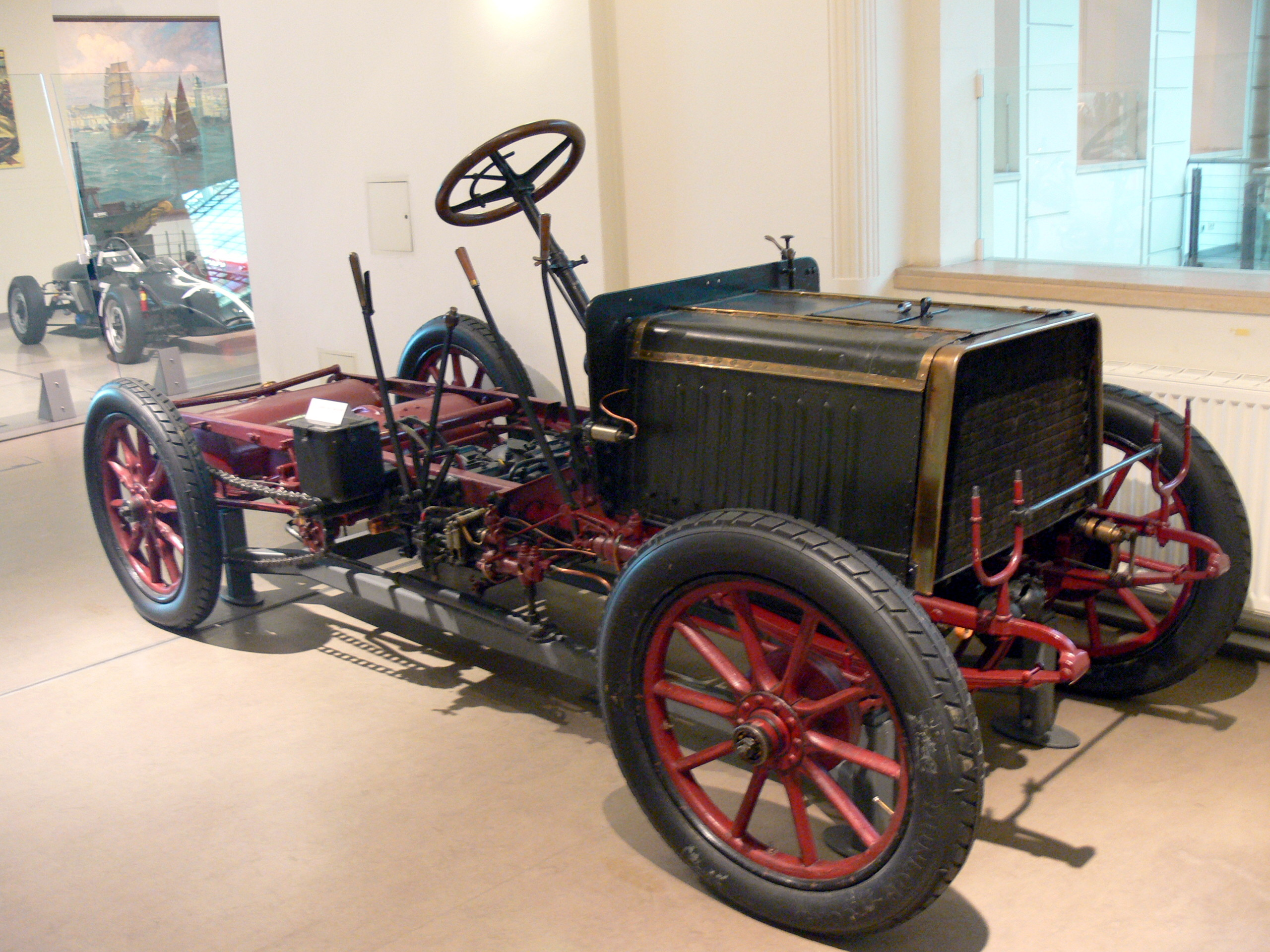
Dampfautomobil Richard Knoller, 1904 Fa. Max Friedmann

## Film
- „… nur eine Art von Rausch, von Bergrausch“ – Arthur Schnitzlers Bergfreunde. (ORF-Reihe Land der Berge), Österreich, 1999, Regie: Lutz Maurer